# Волженкин, Борис Владимирович
Борис Владимирович Волженкин (22 декабря 1937 года, Архангельск — 28 апреля 2008 года, Санкт-Петербург) — российский учёный-правовед, криминолог, доктор юридических наук, профессор, Заслуженный деятель науки Российской Федерации.

## Биография
Родился 22 декабря 1937 года в Архангельске. В Ленинграде проживал с 1945 года. В 1960 году с отличием окончил юридический факультет Ленинградского государственного университета и был оставлен в аспирантуре.
В период 1963—1966 годов работал прокурором отдела в прокуратуре г. Ленинграда.
В 1965 году защитил кандидатскую диссертацию по теме «Общественная опасность личности преступника и её значение для уголовной ответственности и наказания».
С 1966 по 1996 годы работал в Институте повышения квалификации прокурорско-следственных работников, занимая должности преподавателя, старшего преподавателя, доцента, заведующего кафедрой уголовного права, уголовного процесса и криминологии, заместителя директора института по учебной и научной работе. В 1991 году защитил докторскую диссертацию по теме «Корыстные злоупотребления по службе: Хищения, злоупотребление служебным положением, взяточничество». В 1992 году ему было присвоено ученое звание профессора.
С 1992 года он возглавил Институт, который в 1996 году решением Правительства России был преобразован в Санкт-Петербургский юридический институт Генеральной прокуратуры Российской Федерации. В 1996 году Указом Президента РФ Б.В. Волженкину присвоен классный чин Государственный советник юстиции 2-го класса. За время работы в институте Б. В. Волженкин многократно поощрялся приказами Генерального прокурора СССР и Генерального прокурора России, и является Почетным работником прокуратуры.
Все эти годы Б. В. Волженкин активно сотрудничал с кафедрой уголовного права Санкт-Петербургского университета, а с апреля 2000 года был принят на постоянную работу в СПбГУ на должность профессора кафедры.
За заслуги в научной деятельности Указом Президента РФ Б.В. Волженкину присвоено почётное звание «Заслуженный деятель науки Российской Федерации».
Б. В. Волженкин умер 28 апреля 2008 года. Похоронен на Богословском кладбище в Санкт-Петербурге.

## Научная деятельность
Б. В. Волженкин сделал значительный вклад в науку уголовного права. Он является автором около 200 научных работ по различным проблемам уголовного права и криминологии, в том числе 10 монографий. Среди них такие известные монографии и учебные пособия, как «Квалификация должностных преступлений» (1973), «Обстоятельства, способствующие совершению тяжких преступлений против жизни и здоровья, и их выявление в процессе расследования» (1982), «Ответственность за взяточничество» (в соавторстве) (1987), «Уголовный закон: Действие во времени и пространстве» (в соавторстве) (1993) и др. Б.Н. Волженкин является соавтором четырёх комментариев к Уголовному кодексу РФ, учебников «Криминология» (1995 г.), «Уголовное право России: Особенная часть» (1997).
Среди трудов учёного видное место занимают книги «Экономические преступления» (1999 г.; переиздана в переработанном и дополненном виде под названием «Преступления в сфере экономической деятельности (экономические преступления)» в 2002 году) и «Преступления в сфере экономической деятельности по уголовному праву России» (2007), в которой автор глубоко переработал ранее накопленный материал в связи с изменениями законодательства и правоприменительной практики.
Б.В. Волженкин был членом рабочей группы при Министерстве юстиции РФ, подготовившей в 1991—1992 годы проект Уголовного кодекса России. Возглавлял рабочую группу Верховного Совета РФ, создавшую первый проект закона о борьбе с коррупцией, и рабочую группу Межпарламентской ассамблеи СНГ, подготовившую Модельный уголовный кодекс для государств — участников СНГ (принят в 1996 году).
Борисом Владимировичем разработана принципиально новая концепция ответственности за преступления против интересов службы и преступления в сфере экономической деятельности в современных условиях, получившая закрепление в Уголовном кодексе РФ 1996 г.

## Основные труды
- Служебные преступления: Комментарий законодательства и судебной практики. — СПб.: Юридический центр Пресс, 2005. — 560 с. — ISBN 5-94201-446-9.
- Избранные труды по уголовному праву и криминологии: 1963-2007 года. — СПб.: Юридический центр Пресс, 2007. — 971 с. — ISBN 978-5-94201-506-1.
- Преступления в сфере экономической деятельности по уголовному праву России. — СПб.: Юридический центр Пресс, 2007. — 765 с. — ISBN 978-5-94201-532-9.